# Forsten (Kürten)
Forsten ist ein Wohnplatz in der Gemeinde Kürten im Rheinisch-Bergischen Kreis.

## Lage und Beschreibung
Der Ort liegt im Osten der Gemeinde Kürten zwischen Bornen und Biesenbach südlich der Wipperfürther Straße.

## Geschichte
Der Ortsname weist auf eine Lage an einem Waldgebiet hin.
Die Topographia Ducatus Montani des Erich Philipp Ploennies aus dem Jahre 1715, Blatt Amt Steinbach, belegt, dass der Ort bereits 1715 als Ort mit mehreren Höfen bestand und als Forsten bezeichnet wurde. Carl Friedrich von Wiebeking benennt die Hofschaft auf seiner Charte des Herzogthums Berg 1789 als Forsten. Aus ihr geht hervor, dass Forsten zu dieser Zeit Teil der Honschaft Olpe im Kirchspiel Olpe im Landgericht Kürten war.
Unter der französischen Verwaltung zwischen 1806 und 1813 wurde das Amt Steinbach aufgelöst und Forsten wurde politisch der Mairie Olpe im Kanton Wipperfürth  im Arrondissement Elberfeld zugeordnet.  1816 wandelten die Preußen die Mairie zur Bürgermeisterei Olpe im Kreis Wipperfürth.
Forsten gehörte zu dieser Zeit zur Gemeinde Olpe.
Der Ort ist auf der Topographischen Aufnahme der Rheinlande von 1824 und auf der Preußischen Uraufnahme von 1840 als Forsten verzeichnet.
Ab der Preußischen Neuaufnahme von 1892 ist er auf Messtischblättern regelmäßig als Forsten verzeichnet.
1822 lebten 51 Menschen im als Hof kategorisierten und Forste bezeichneten Ort.
1830 hatte der Ort 56 Einwohner und wurde mit Forste bezeichnet.
Der 1845 laut der Uebersicht des Regierungs-Bezirks Cöln als Weiler kategorisierte Ort besaß zu dieser Zeit 13 Wohnhäuser. Zu dieser Zeit lebten 79 Einwohner im Forste genannten Ort, davon 51 katholischen und 28 evangelischen Bekenntnisses.
Die Gemeinde- und Gutbezirksstatistik der Rheinprovinz führt Forsten 1871 mit elf Wohnhäusern und 67 Einwohnern auf.
Im Gemeindelexikon für die Provinz Rheinland von 1888 werden zehn Wohnhäuser mit 49 Einwohnern angegeben und der Ort mit bezeichnet.
1895 hatte der Ort elf Wohnhäuser und 47 Einwohner.
1905 besaß der Ort zwölf Wohnhäuser und 59 Einwohner und gehörte konfessionell zum katholischen Kirchspiel Olpe und zum evangelischen Kirchspiel Delling.
1927 wurden die Bürgermeisterei Olpe in das Amt Olpe überführt. In der Weimarer Republik wurden 1929 die Ämter Kürten mit den Gemeinden Kürten und Bechen und Olpe mit den Gemeinden Olpe und Wipperfeld zum Amt Kürten zusammengelegt. Der Kreis Wipperfürth ging am 1. Oktober 1932 in den Rheinisch-Bergischen Kreis mit Sitz in Bergisch Gladbach auf.
1975 entstand aufgrund des Köln-Gesetzes die heutige Gemeinde Kürten, zu der neben den Ämtern Kürten, Bechen und Olpe ein Teilgebiet der Stadt Bensberg mit Dürscheid und den umliegenden Gebieten kam.

## Sehenswürdigkeiten
Im Ort gibt es drei gelistete Baudenkmäler der Gemeinde Kürden:
- Das Fachwerkhaus Forsten 30 aus dem 19. Jahrhundert,
- das Wegekreuz (1773) bei Haus Forsten 38 und
- das Wegekreuze (Anfang des 19. Jahrhunderts) bei Haus Forsten 39 (Alte Schule).

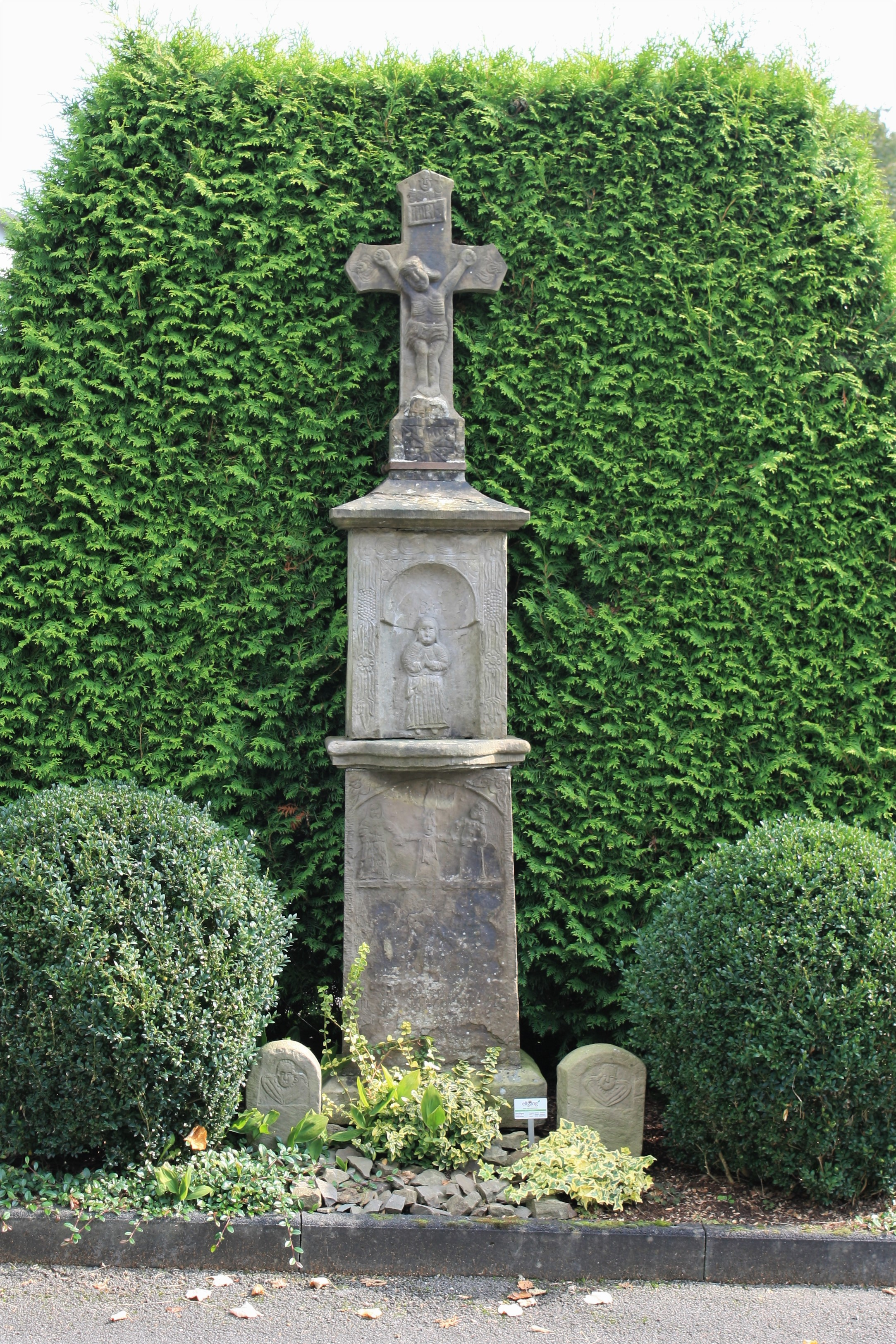
Wegekreuz Forsten 39 (Alte Schule) (A. 19.J.)
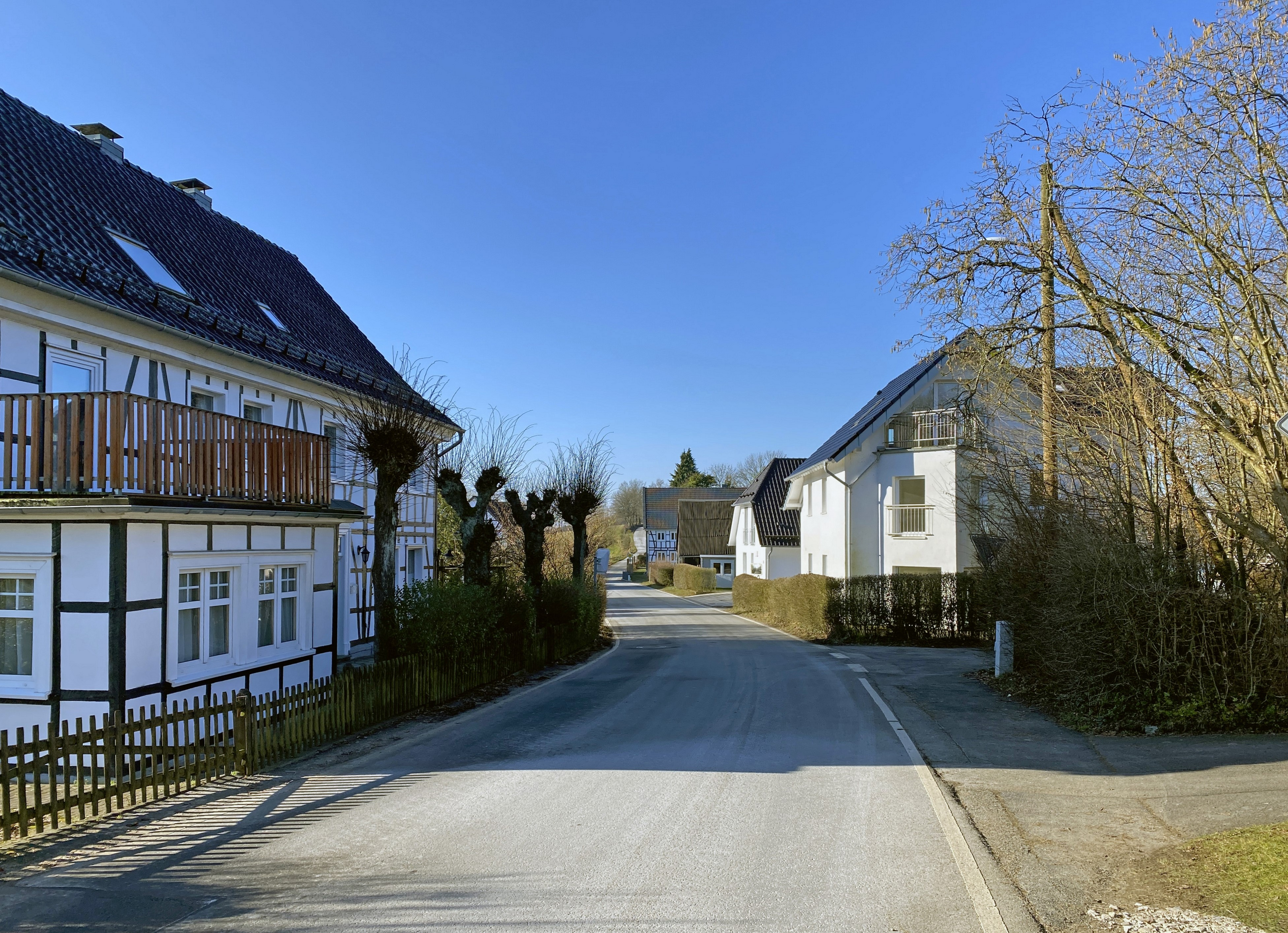
Forsten (Kürten)
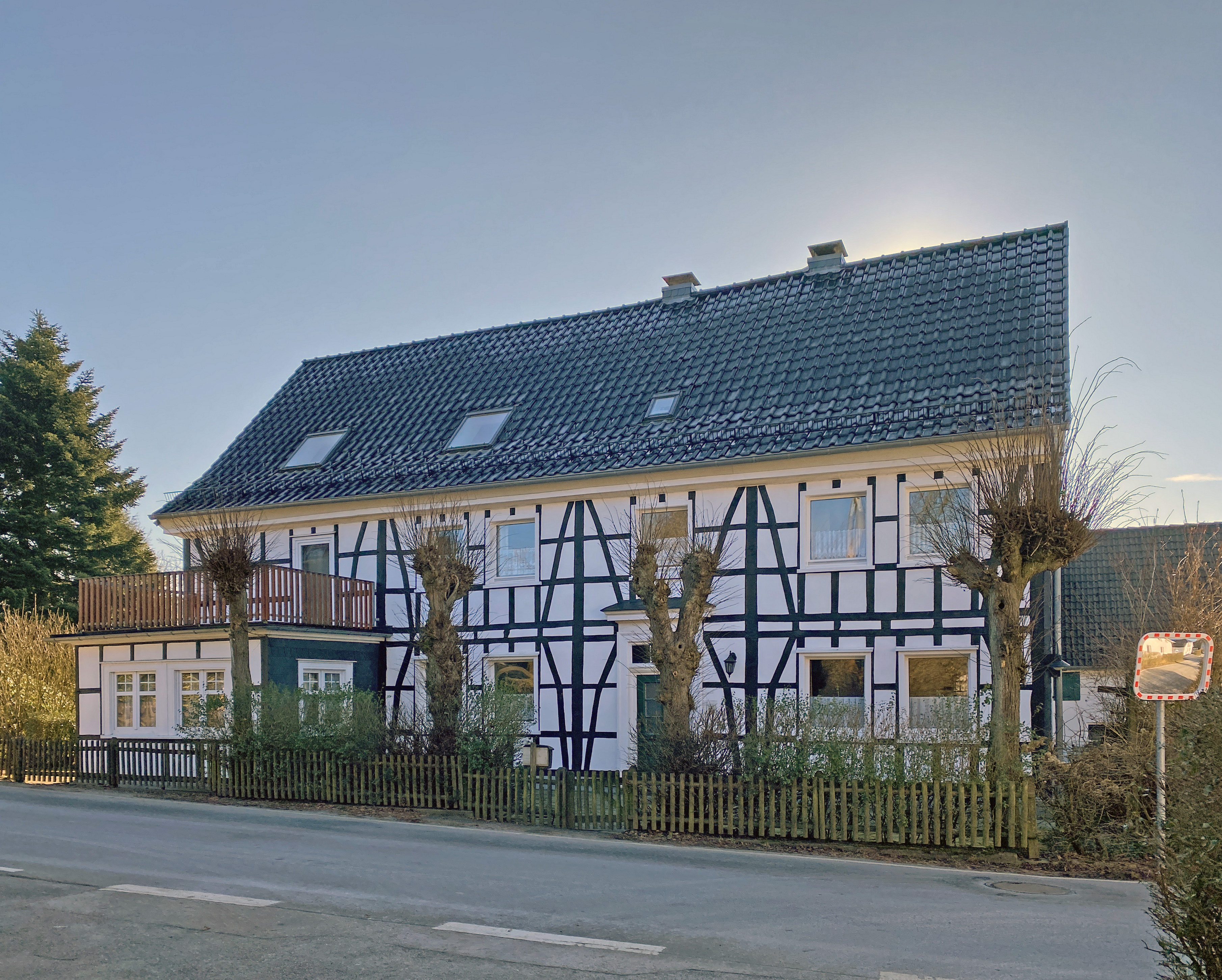
Fachwerkhaus Forsten 31
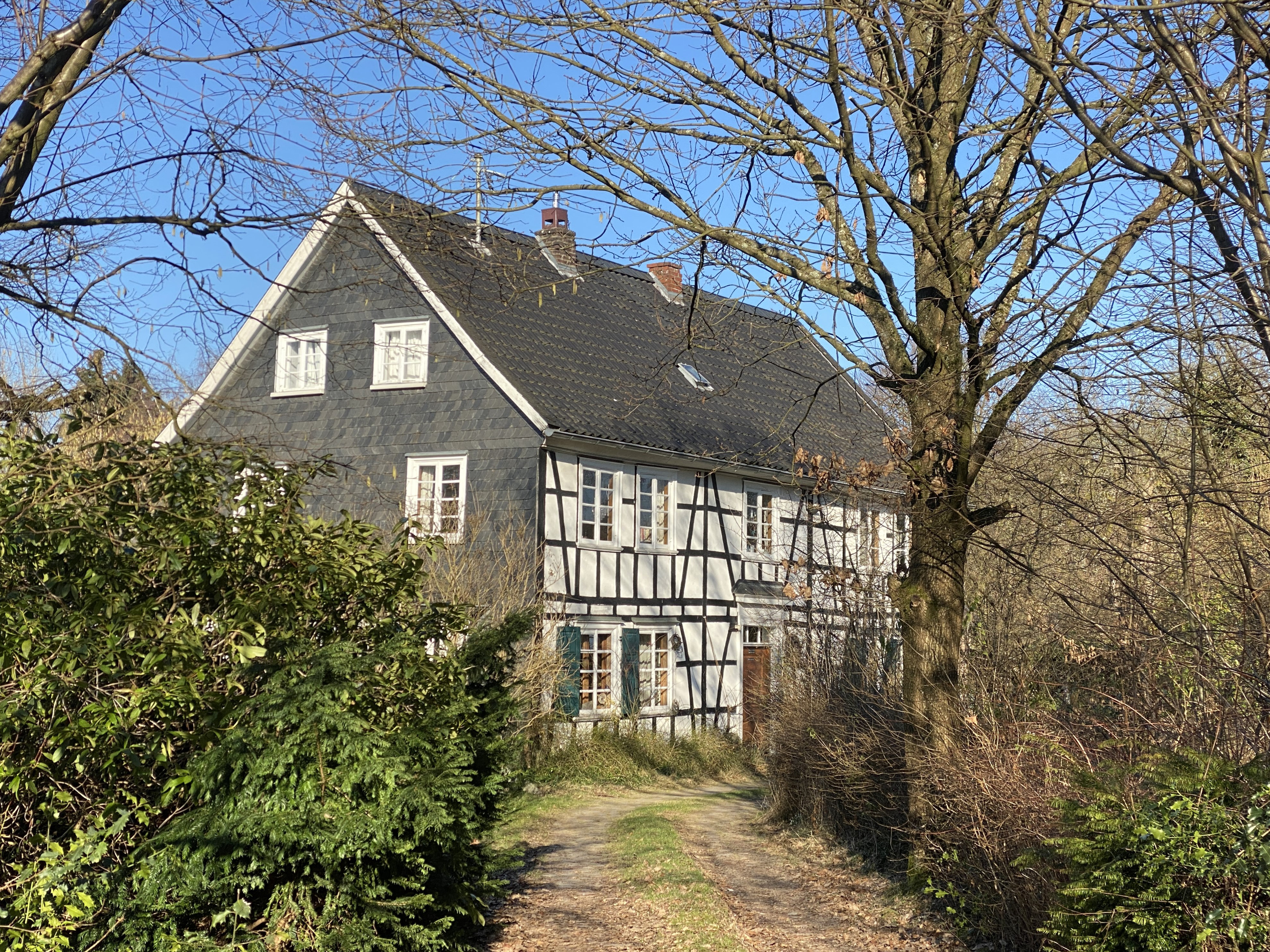
Baudenkmal Forsten 30
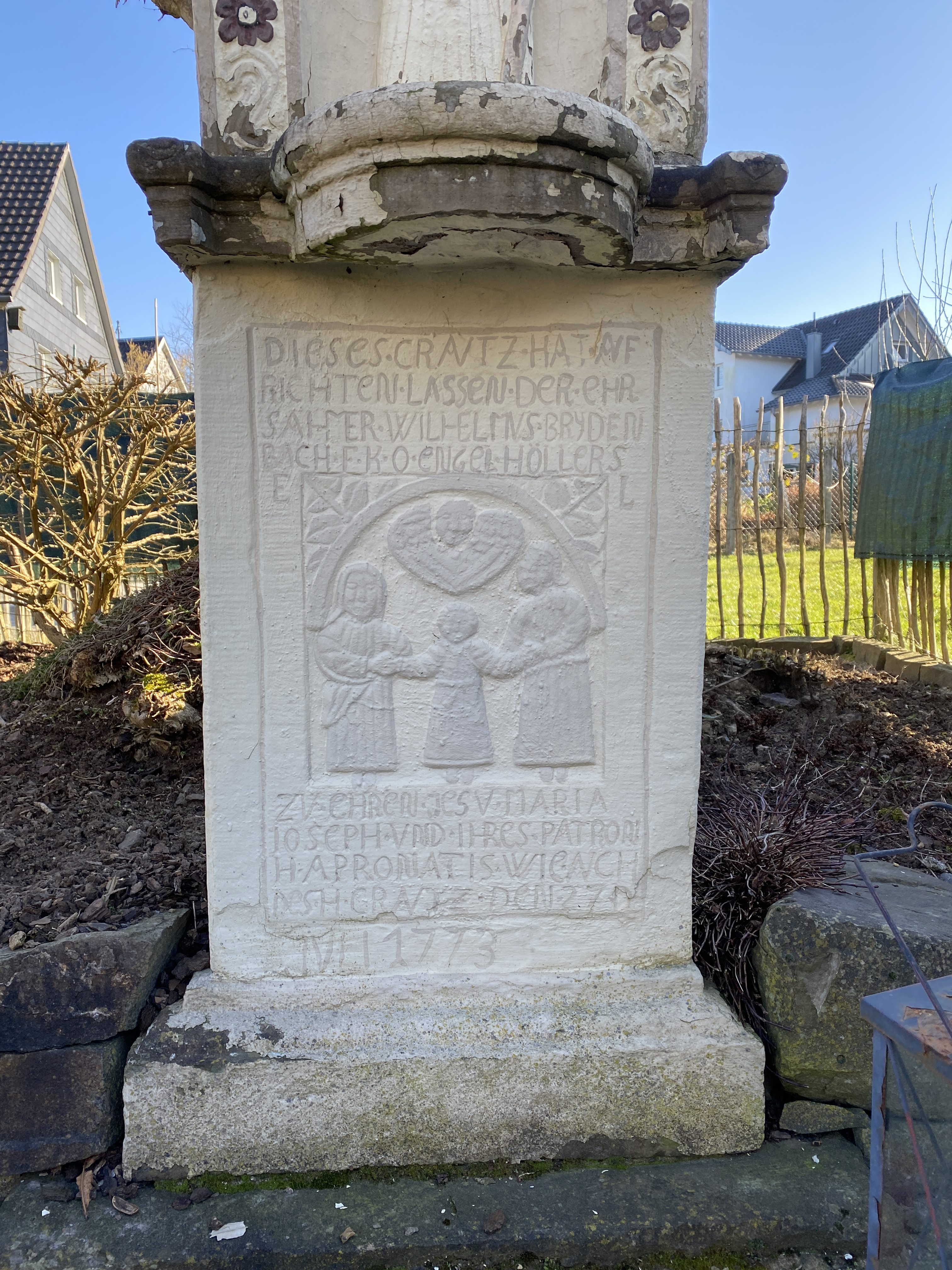
Detail Wegekreuz (1773) Nähe Haus Forsten 38